# William Gregory Lee
William Gregory Lee (ur. 24 stycznia 1973 w Virginia Beach) – amerykański aktor telewizyjny i filmowy.

## Filmografia

### Filmy fabularne
- Wilki z Wall Street (2002) jako Jeff Allen
- W rękach wroga (2004) jako U.S.S. Logan Radarman
- Szkoła uwodzenia 3 (2004) jako asystent rejestru procesora
- Gabinet doktora Caligari (2005) jako Joseph Stern
- Piękna i Bestia (2005) jako Sven
- Hydra (2009) jako Clarence Elkins
- Pierwszy człowiek (2018) jako Gordon Cooper

### Seriale
- Beverly Hills, 90210 (1997) jako Club-Goer
- Żar młodości (1997) jako Hutch
- Słodkie zmartwienia (1999) jako Wesley Hamilton
- Xena: Wojownicza księżniczka (2000) jako Virgil
- Cień anioła (2000−2002) jako Zack / Sam
- Słoneczny patrol (2001) jako Eric
- V.I.P. (2001) jako Hans Lamal / Kenny Farmer
- JAG – Wojskowe Biuro Śledcze (2001–2003) jako por. Andrew Wick / por. Dave Phelps
- Hotel Dante (2004–2007) jako Ambrosius Vallin
- Agenci NCIS (2005) jako sierżant policji metro Keith Archer
- Las Vegas (2006) jako Scott
- CSI: Kryminalne zagadki Nowego Jorku (2007) jako Martin Boggs
- Justified: Bez przebaczenia (2011-2014) jako szeryf Nick Mooney
- Agenci NCIS: Los Angeles (2012) jako Blake Mayfield